# Afrikanischer Silberschnabel
Der Afrikanische Silberschnabel (Euodice cantans, Syn.: Lonchura cantans), bisweilen auch als Silberschnäbelchen oder Silberfasänchen bezeichnet, ist eine Vogelart aus der Familie der Prachtfinken. Es werden mehrere Unterarten unterschieden.
Da die Art sehr zutraulich wird, wird sie in Europa verhältnismäßig häufig als Ziervogel gehalten.
Das Epitheton cantans (von lat. cantáre = singen) weist auf den schnurrenden Gesang des Männchens hin.

## Beschreibung
Der Afrikanische Silberschnabel erreicht eine Körpergröße von 11 Zentimetern und zählt damit zu den mittelgroßen Prachtfinkenarten. Sie wiegen durchschnittlich zwölf Gramm. Ein ausgeprägter Sexualdimorphismus besteht nicht. Beide Geschlechter weisen sehr große Ähnlichkeit mit dem in Asien verbreiteten Indischen Silberschnabel auf, allerdings spielt bei ihnen die Grundfarbe des Gefieders eher ins Gelbbräunliche.

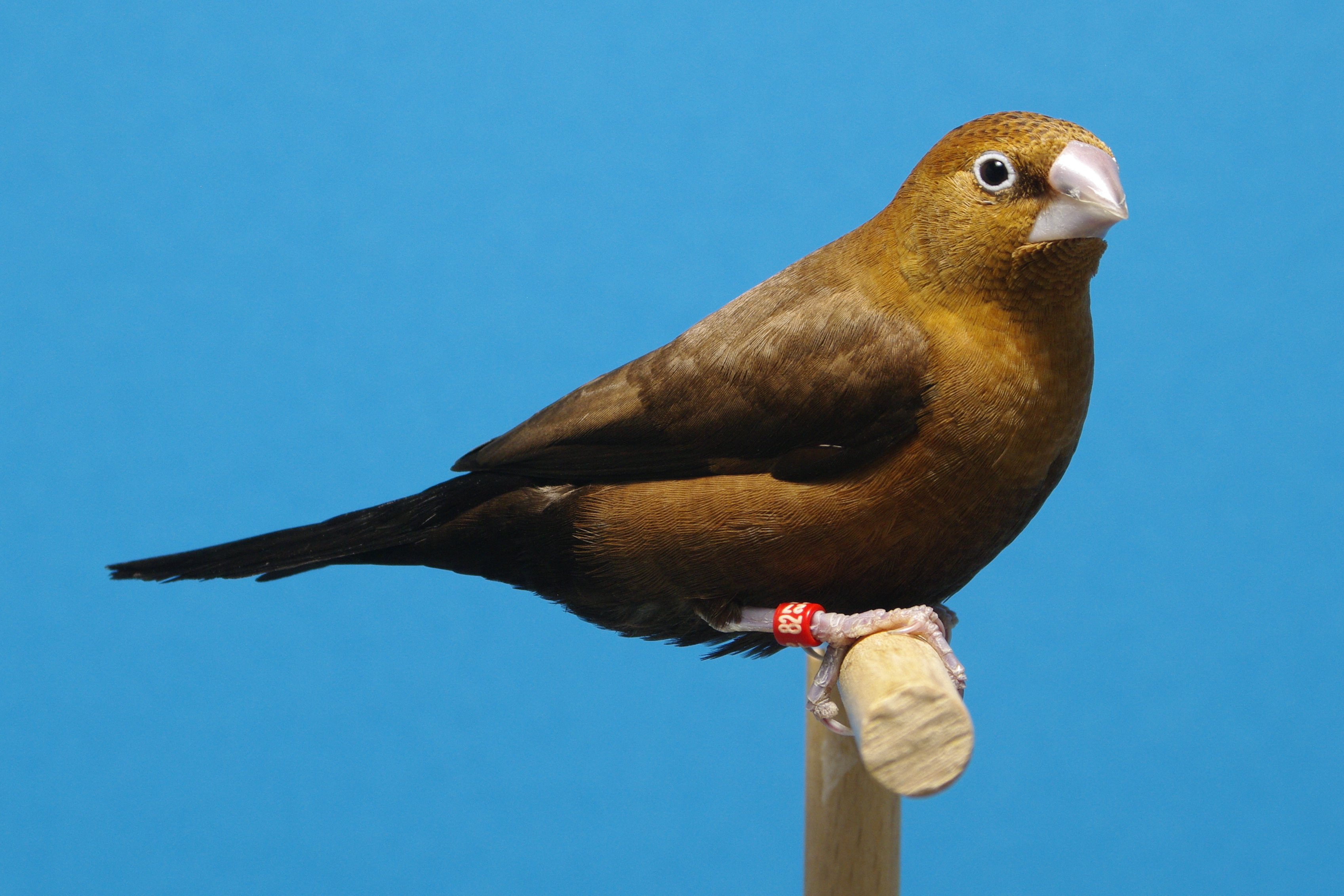
Afrikanischer Silberschnabel in der Farbmutation Braun auf einer Ausstellung des Deutschen Kanarien- und Vogelzüchterbundes.

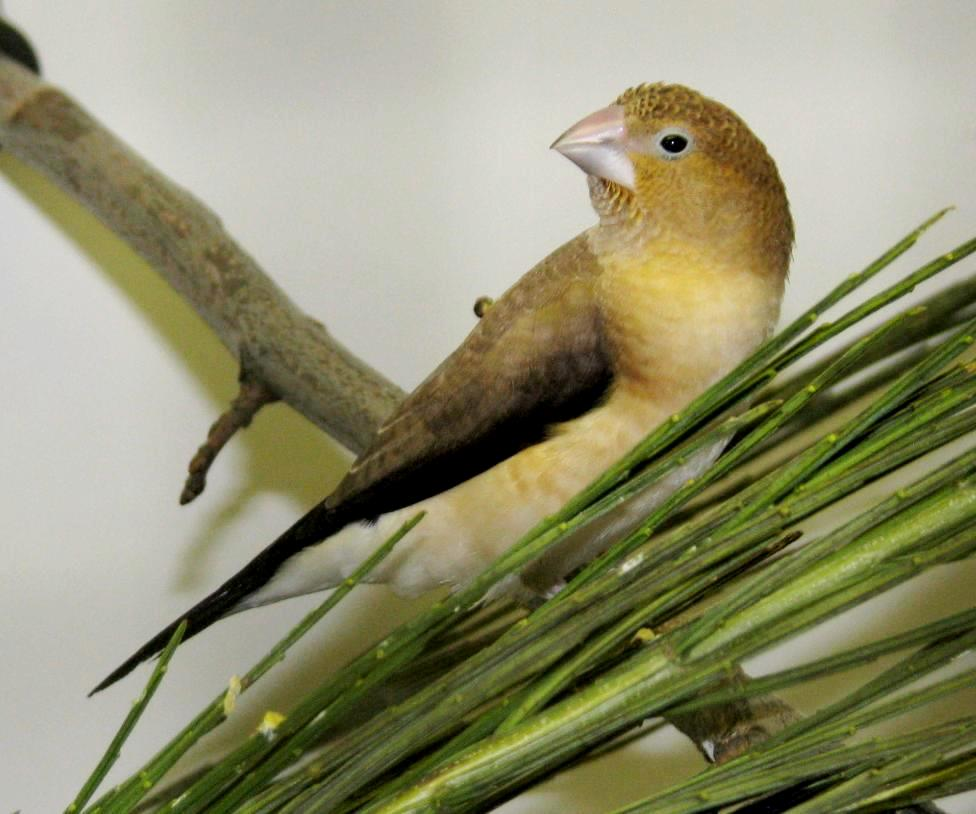
Afrikanischer Silberschnabel

Kopf, Kehle und Nacken sind hell rostbraun. Die Stirn und der Oberkopf wirken leicht geschuppt, weil hier die Federn hell gesäumt sind. Kopfseiten und Kehle sind gelbbräunlich. Der Rücken und die Flügeldecken sind dunkelbraun, während die Schwingen, Bürzel und die Schwanzfedern schwarz sind. Bauch, Flanken und Unterschwanzdecken sind sehr variabel gefärbt und variieren zwischen Gelblich über Beige bis zu einem reinen Weiß. Der Schnabel ist sehr kräftig und von silberner Farbe. Die Augen sind sehr dunkel und von silbrig-blauen Lidringen umgeben. Die Füße und Beine sind hell graublau.
Jungvögel sind auf der Körperoberseite fast einfarbig hellbraun. Ihnen fehlt noch die Querwellung und die Fleckung am Oberkopf. Der Bürzel ist bräunlicher als bei adulten Vögeln. Die äußeren Schwanzfedern haben weißliche Spitzen an den Außenfahnen.

## Verbreitungsgebiet und Lebensweise

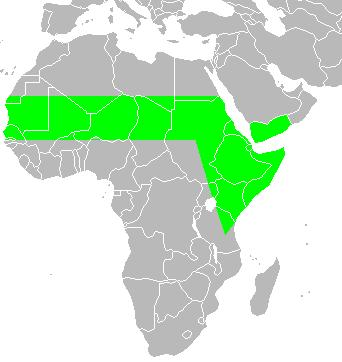
Verbreitungsgebiet (grün) des Afrikanischen Silberschnabels

Das Verbreitungsgebiet des Afrikanischen Silberschnabels verläuft in einem breiten Gürtel von West- bis nach Ostafrika. Er kommt auch im Südwesten der Arabischen Halbinsel vor. Auf Puerto Rico und in Hawaii wurde die Art eingebürgert.
Sein Lebensraum sind Trockensavannen, lichte Akazienwälder und Dornbüsche, in deren Nähe sich Wasserstellen befinden. Der Afrikanische Silberschnabel hat sich auch menschlichen Siedlungsraum erschlossen und kommt auf Feldern, Weiden und in Parkanlagen und Gärten vor. Während der Brutzeit lebt der Afrikanische Silberschnabel paarweise. Ansonsten ist er häufig in großen Schwärmen zu beobachten. Typisch ist für diese Art ein Kontaktsitzen und die soziale Gefiederpflege. Dabei fliegen die kontaktsuchenden Tiere stets in einem Abstand von etwa fünfzehn Zentimeter zum Kontaktpartner an, nähern sich diesem seitlich trippelnd in hoch aufgerichteter Körperhaltung und mit dem Partner zugewendeten Schnabel. Der bereits sitzende Vogel verlässt seinen Sitzplatz nicht, sondern richtet sich lediglich auf. Wenn der ankommende Vogel sich nähert, kommt es zwischen den beiden Vögeln zu einem Schnabelgefecht, während dessen die Vögel enger aneinander rücken. Erst wenn die aufrechte Körperhaltung aufgegeben wird, geht das Schnabelgefecht in gegenseitiges Gefiederkraulen über.
Die Nahrung besteht aus kleinen Sämereien, wobei Grassamen eine besonders große Rolle spielt. Die Nahrung wird vom Boden aufgelesen aber auch aus herabgezogenen Fruchtständen geklaubt. Der Gesang ist eine leise schnurrende und perlende Strophe, die bevorzugt von einem Ast in der Busch- oder Baumspitze vorgetragen wird.
Die Art brütet bevorzugt ab der zweiten Hälfte der Regenzeit, so dass sich das Brutgeschäft bis weit in die Trockenzeit hineinziehen kann.
Afrikanische Silberschnäbel bauen Kugelnester, die in Dornbüschen und Bäumen errichtet werden. In Siedlungen finden sich die Nester nicht selten auch unter Dächern, an Hütten oder Veranden. Sehr häufig werden aber auch verlassene Nester der Webervögel genutzt. Das Gelege umfasst vier bis sechs Eier. Die Brutzeit beträgt zwölf Tage. Die Nestlingszeit beträgt 20 bis 22 Tage. Die Jungvögel werden rund zwei weitere Wochen von den Elternvögeln betreut.

## Haltung
Der Afrikanische Silberschnabel wurde bereits gegen Ende des 18. Jahrhunderts nach Europa eingeführt. Es wird verhältnismäßig häufig gehalten und zählt zu den verträglichsten und ausdauerndsten Prachtfinkenarten.

## Belege

### Einzelbelege
1. ↑  Eintrag auf der IUCN Redlist
2. ↑   Nicolai et al., S. 333
3. ↑   Nicolai et al., S. 335
4. ↑   Nicolai et al., S: 334

### Weblink
- Euodice cantans in der Roten Liste gefährdeter Arten der IUCN 2013.2. Eingestellt von: BirdLife International, 2012. Abgerufen am 6. Februar  2014.